# 水準点

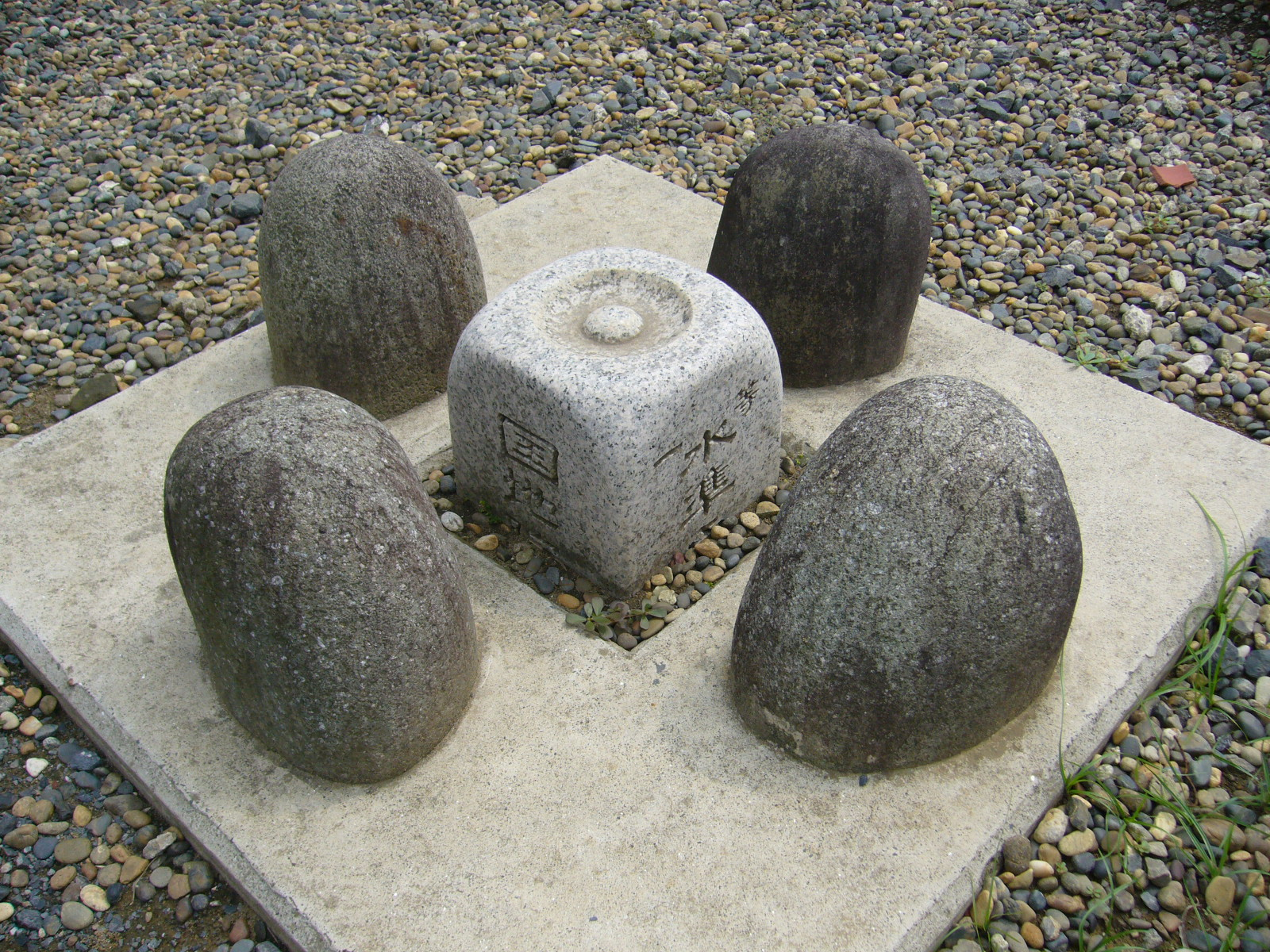
一等水準点

水準点（すいじゅんてん、英語: benchmark）とは、水準測量に用いる際に標高の基準となる点のことである。測量法で定められている測量標の一つであり、永久標識に分類される。水準点には国土地理院が基本測量として設置・管理する「～等水準点」と、地方公共団体が公共測量として設置・管理する「～級水準点」がある。
水準点は海の潮位や河川の水位を知る水準基標又は水準拠標なども意味し、これらの意味が転じてコンピュータにおけるベンチマークという言葉遣いとして使われるようになった。

## 概要
国土地理院が設置・管理する水準点は通常、国道や測量当時の旧国道、主要街道沿いに約2 km間隔に埋設されており、基準となる柱石又は金属標が設置されている。その数は、基準水準点・一等水準点・二等水準点・三等水準点を合わせて約2万2000点に及ぶ。これらを辿る形で水準測量が行われ、この路線網を水準網と呼ぶ。ただ交通量の激しい道路の脇に設置されている例が多く、柱石が工事や事故により破損することも多い。そのため、都会の道路脇に設置された水準点は半地下式の金属標式のものに改造される例が増えている。

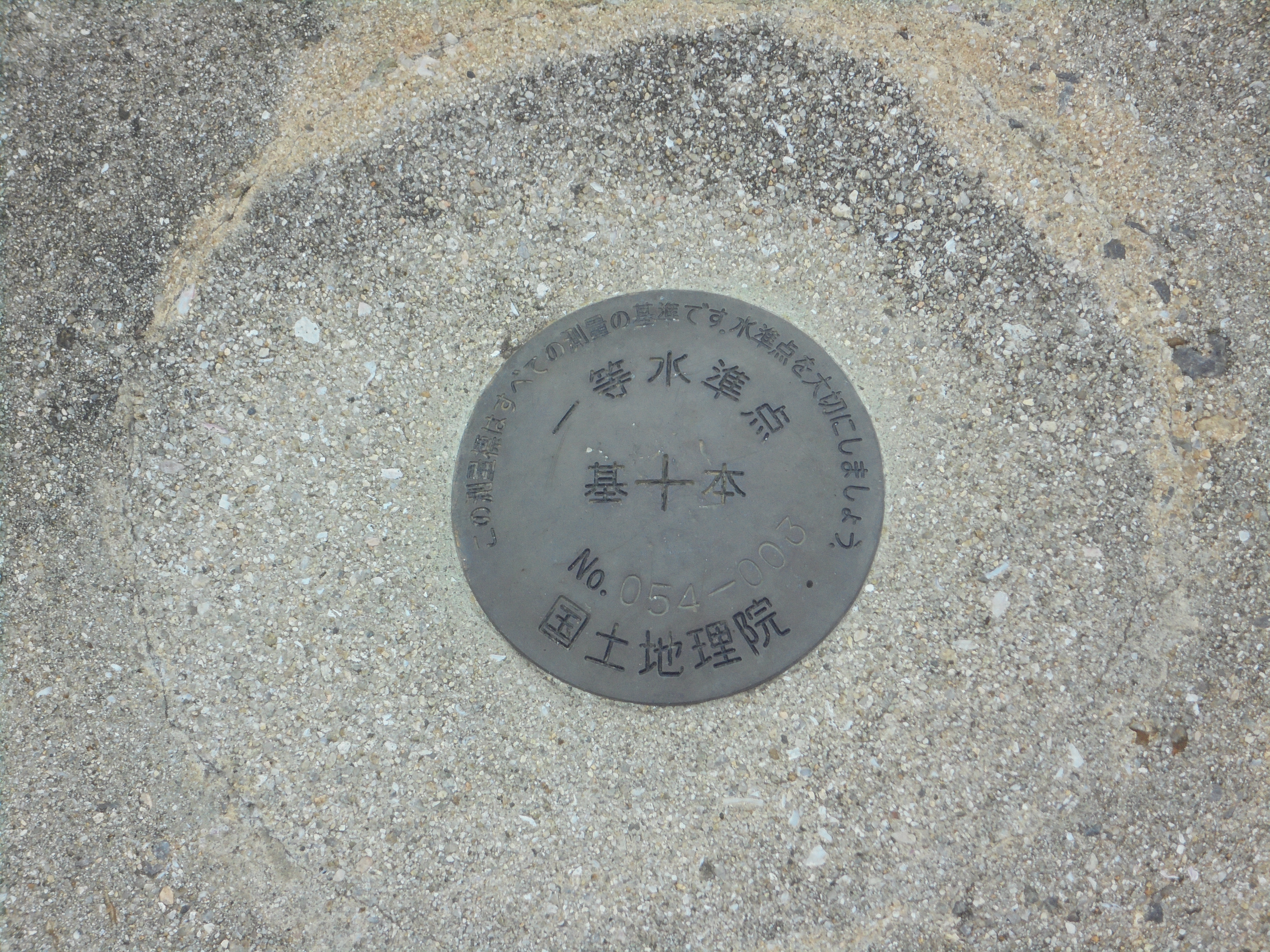
金属製の標識による水準点の例
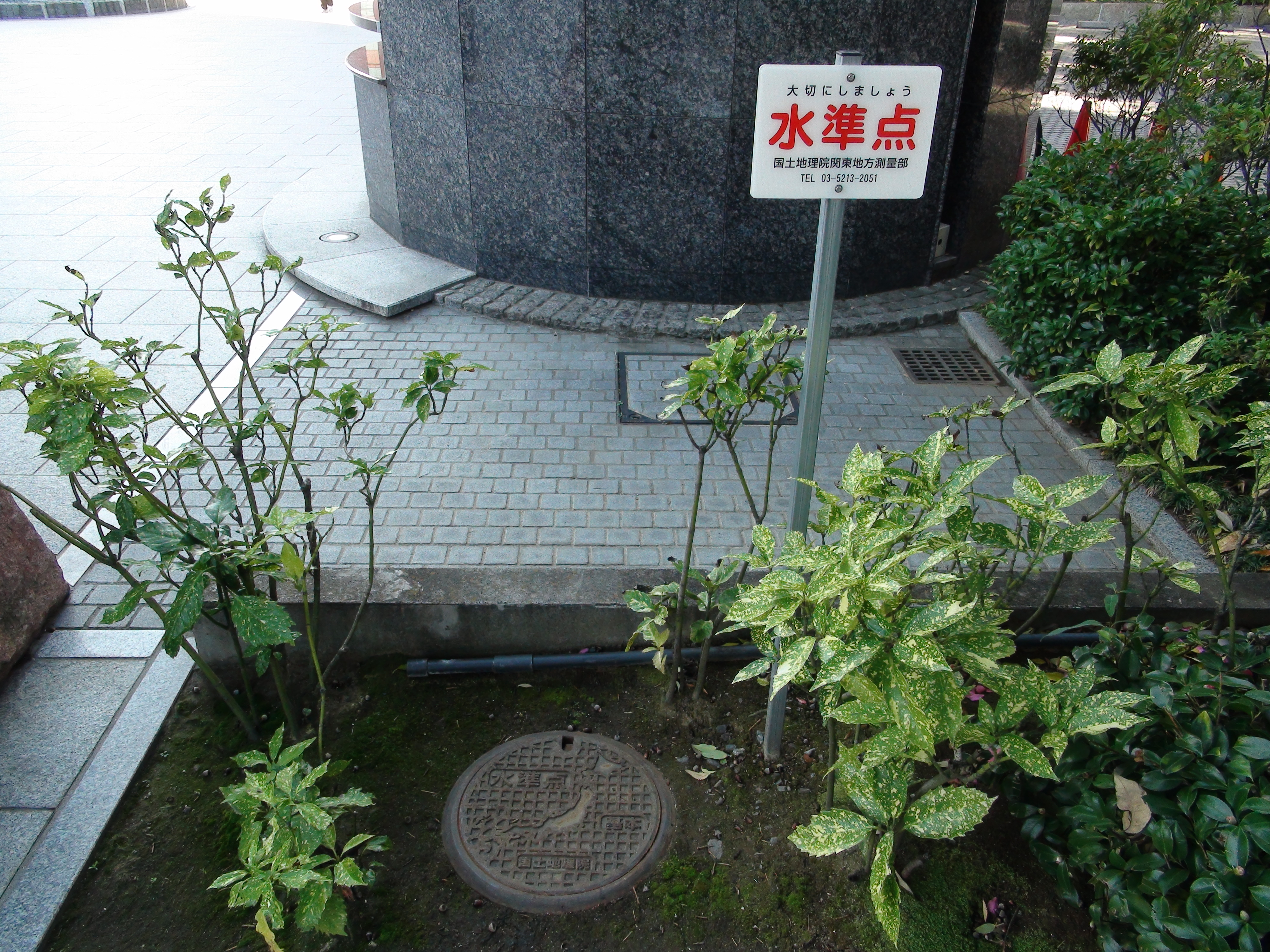
マンホールの蓋によって保護された一等水準点の例（山梨県甲府市）
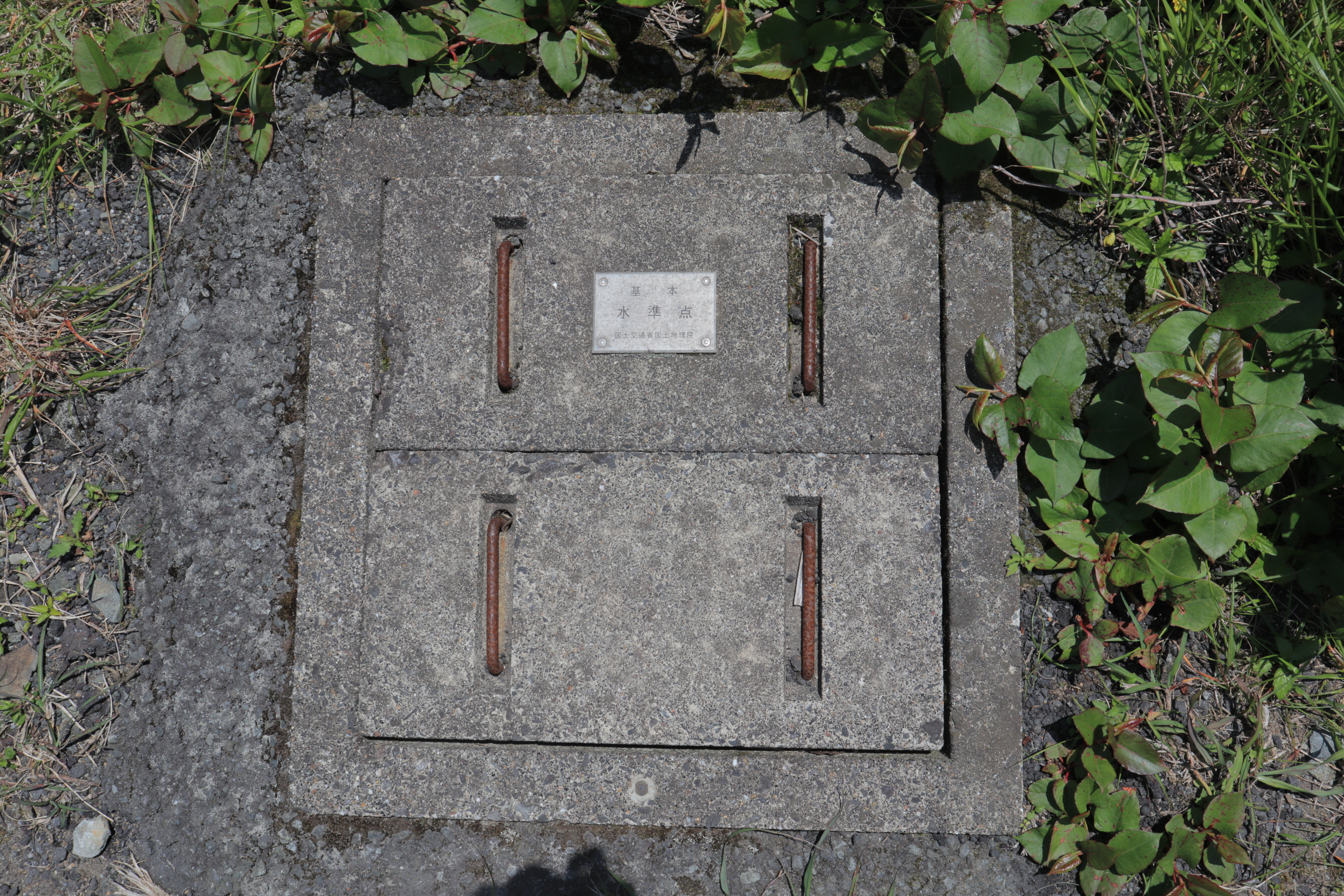
伊豆大島における水準点の一例。

### 水準原点

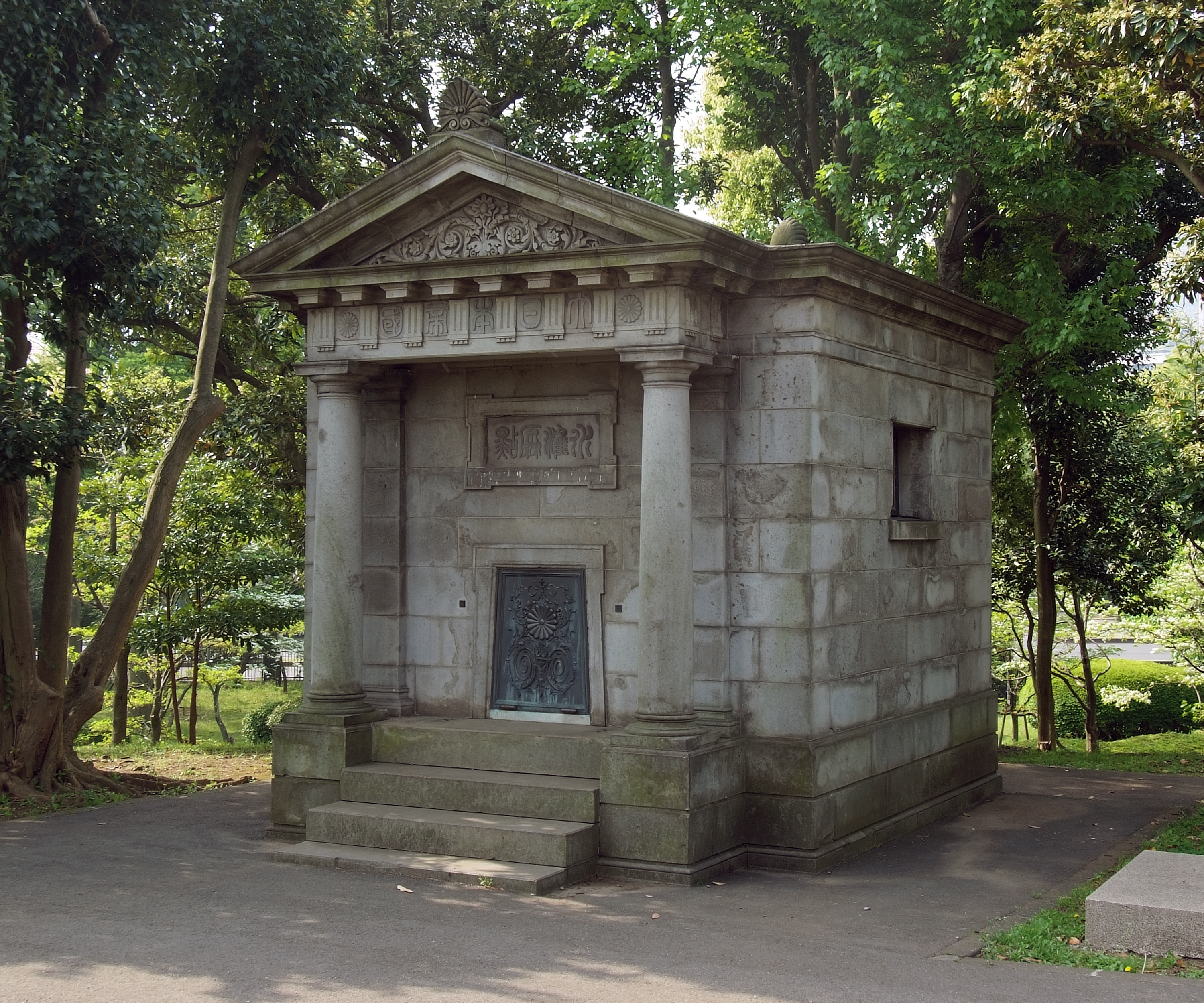
千代田区にある日本水準原点標庫

国内全ての水準測量の基準となる日本水準原点は、東京都千代田区永田町の国会前庭洋式庭園内に設置されており、東京湾平均海面上24.3900 mを原点数値として測量法施行令第2条第2項において定められている。なお、この場所に、かつて参謀本部陸地測量部（国土地理院の前身の一つ）が存在していた。

### 基準水準点
日本水準原点の次に重要な水準点を「基準水準点」といい、全国に88か所設置されたが、そのうちの2箇所は樺太に設置されたものである。現在は樺太の領有権を放棄しているため、2007年3月現在の日本の基準水準点の数は86か所である。一等水準点網から少し離れた地盤が強固な山や丘陵地に設置されることが多く、設置場所も道路から少し離れた林や公園の中などに設置され、道路の拡張工事などで移転が必要になる事態を防いでいる。柱石だけでなくすぐ横の地中にも石とクロム金属製の標識があり、3つの標識を設置することにより万一の破損に備えている。さらに柱石と地中標の蓋は柵によって囲まれている。基準水準点は水準点網の再測量の基準点となっている。

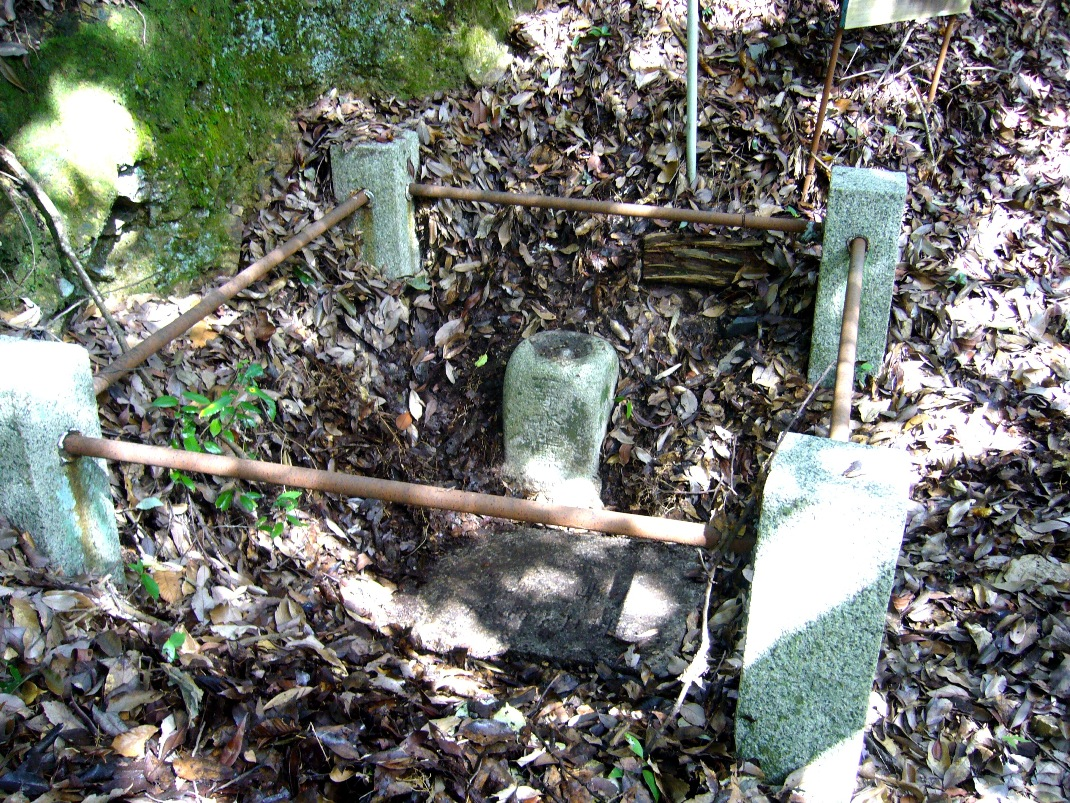
基準水準点・基二一号（大阪府茨木市）

## 国土地理院における設置・管理体制
- 水準点の設置・管理は太平洋戦争以前は主に陸地測量部が、現在では国土地理院が行っている。
- それ以前にも明治初期に内務省地理寮（国土地理院の前身の一つ）が高低測量の標識の様式を定め、全国の地図作成の基礎とするため各地に測量標（几号水準点）を設置している。設置された几号水準点の一部はなお各地に現存しているが、これらは現行の水準点としては機能していない。
- 一定の期間毎に水準網の再測量が行われ、精度が維持されている。
- 柱石には小豆島産の花崗岩を使用。石の頂部には半球状の突起があり、その上に標尺（英語版）を乗せて水準儀を用い測量を行う。
- 柱石の破壊など機能を損ねる行為をした者は、測量法の規定により2年以下の拘禁刑又は100万円以下の罰金に処せられる。

## 水準測量

### 水準基標測量
河川測量では水準基標測量といって河川定期縦断測量の基準となる水準基標（水準点）の標高を定める作業がある（準則第665条）。
水準基標測量は、2級水準測量により行うものとし、また、水準基標の設置間隔は5キロメートル以上20キロメートル以下を標準とされている（準則第666条）。測量後は水準基標の位置を示すため, 点の記を作成する。
なお水準基標の設置は、努めて河川の水位や流量を観測している場所に近接した堤内地の地盤強固な場所又は橋台等に設置する。
こうして設置された水準基標は河川の縦断や横断等、高さに関する測量の基準となる。河道改修計画基礎資料の標高は日本では土地と同じく東京湾平均海面 (T.P.) を標準としているが、日本各地の水系には固有の基準がある。